# Chisindia
Chisindia é uma comuna romena localizada no distrito de Arad, na região histórica da Transilvânia. A comuna possui uma área de 129.28 km² e sua população era de 1520 habitantes segundo o censo de 2007.